# Hamlin (Texas)
Pour les articles homonymes, voir Hamlin.
Hamlin est une ville, fondée en 1907 et  située en limite des comtés de Fisher et de Jones, au Texas, aux États-Unis,.

## Démographie
Lors du recensement de 2010, la ville comptait une population de 2 124 habitants. Elle est estimée, en 2017, à 2 018 habitants.

### Source de la traduction
- (en) Cet article est partiellement ou en totalité issu de l’article de Wikipédia en anglais intitulé « Hamlin, Texas » (voir la liste des auteurs).